# Толерантность (социология)
Толера́нтность (от лат. tolerantia — «терпение, терпеливость, способность переносить») — социологический термин, обозначающий терпимость к иному мировоззрению, образу жизни, поведению и обычаям. Толерантность не равносильна безразличию. Она не означает также принятия иного мировоззрения или образа жизни, она заключается в предоставлении другим права жить в соответствии с собственным мировоззрением.
Философский энциклопедический словарь определяет это понятие так:

Толерантность — терпимость к иного рода взглядам, нравам, привычкам. Толерантность необходима по отношению к особенностям различных народов, наций и религий. Она является признаком уверенности в себе и сознания надёжности своих собственных позиций, признаком открытого для всех идейного течения, которое не боится сравнения с другими точками зрения и не избегает духовной конкуренции высказывание своего мнения про человека, без его присутствия.

Толерантность означает принятие и правильное понимание других культур, способов самовыражения и проявления человеческой индивидуальности. Под толерантностью не подразумевается уступка, снисхождение или потворство. Проявление толерантности также не означает терпимости к социальной несправедливости, отказа от своих убеждений или уступки чужим убеждениям, а также навязывания своих убеждений другим людям.

## Социологические теории
Проблема понятия толерантности на уровне микросоциологии была исследована Дж. Мидом и Г. Блумером. Для объяснения толерантности они пользовались описанием процессов межличностного взаимодействия и теорией символического интеракционизма. Личности и социальные действия обозначаются символами, в символы вкладывается отношение, позиция и социальная установка. В дальнейшем общающиеся индивиды интерпретируют символы друг друга. Присвоение знаков и символов есть процесс идентификации. При помощи знаков люди и группы людей находят своё место в системе «свой-чужой». Толерантность может существовать только в тех случаях, когда человек пробует посмотреть на ситуацию глазами «другого». Так же толерантность обеспечивается созданием символов, отвечающих общечеловеческим ценностям, таким как: права человека, демократия, мир.
Наиболее частыми векторами исследования толерантности в социологии являются:
- гендерная толерантность;
- расовая и национальная толерантность;
- толерантность по отношению к инвалидам;
- религиозная толерантность;
- сексуально-ориентационная толерантность;
- политическая толерантность;
- образовательная толерантность;
- межклассовая толерантность.

По мнению Дробижевой (1998), для оценки толерантности в обществе необходимо учесть:
- насколько толерантное отношение разделяется и декларируется социальными институтами и официальными организациями;
- в какой степени различные социальные группы разделяют ценности толерантности;
- проявляется ли толерантность в различных сферах жизнедеятельности людей;
- причины нетолерантного отношения со стороны социальных институтов и социальных групп;
- возможности формирования толерантных установок[4].

Д. М. Бондаренко и Е. Б. Деминцева говорят о сегодняшней толерантности как фундаментальном универсальном принципе, на котором должны базироваться и мир в целом, и отдельные общества. Среди многих прочих аспектов проблемы толерантности (социальной, гендерной и т. д.) особое значение к началу XXI века приобрели её этно-расовая и конфессиональная составляющие. В утверждении толерантности важнейшая роль отводится образованию.

## Толерантность и терпимость
Во многих культурах понятие «толерантность» является своеобразным синонимом «терпимости»: лат. tolerantia, англ. tolerance, нем. Toleranz, фр. tolérance. Кроме того, все словари XX века однозначно указывают прямое толкование толерантности как терпимости — они определяют толерантность как терпимость к чужому образу жизни, поведению, чужим обычаям, чувствам, верованиям, мнениям, идеям или просто называют «толерантность» синонимом понятия «терпимость». Словарь Брокгауза и Ефрона сводит толерантность в основном к веротерпимости.
Слово «терпимость» присутствует практически во всех словарях русского языка. В частности, словарь В. И. Даля трактует «терпимость» как способность что-либо терпеть только по милосердию или снисхождению. Другие словари дают похожее толкование. По мнению М. В. Семашко, понятие «терпимость» содержит в себе пассивное принятие окружающей реальности, непротивление ей, способность подставить вторую щёку.
Понятие «толерантность» было введено в научный оборот в XVIII веке. В России понятие толерантности стало употребляться в либеральной печати с середины XIX века, но с середины 1930-х годов оно исчезло из политической лексики, пока вновь не появилось в начале 1990-х годов.
Семантическое поле слова «толерантность» в целом можно считать сегментом семантического поля слова «терпимость», с некоторым сдвигом в сторону понятия «принять». В современный язык оно пришло из англ. tolerance — «терпимость, готовность принимать поведение и убеждения, которые отличаются от собственных, даже если вы не соглашаетесь или не одобряете их».
Уполномоченный по правам человека в Пермском крае и кандидат психологических наук Татьяна Марголина также разграничивает понятия «терпимость» и «толерантность»:

Разумеется, есть определённая традиция понимания слова «терпимость». Вплоть до середины прошлого века оно трактовалось, как пассивная позиция: терпеть — значит, наступать на себя, уступать кому-то. Слово «толерантность», хотя и используется как синоним «терпимости», несёт в себе другие смыслы. «Толерантность» — это активное социальное поведение, к которому человек приходит добровольно и сознательно.

## Развитие толерантности в СССР и России
Одновременно признание толерантности в более широком смысле является условием эффективной борьбы с расизмом, так как гражданские, политические и экономические права человека тесно связаны с социальными и культурными правами.
В Российской Федерации главный документ для широкого определения толерантности — Конституция. В области расизма и расовой дискриминации основными признаются ст. 136 Уголовного кодекса (Нарушение равенства прав и свобод человека и гражданина) и 282 (Ответственность за действия, направленные на возбуждение национальной и расовой вражды, унижение национального достоинства, пропаганду исключительности, превосходства либо неполноценности граждан по признаку их национальной или расовой принадлежности).
Государство обязано обеспечить равный доступ к охране здоровья, образованию, социальному обеспечению, реализации права на жилище для всех без какой-либо дискриминации, в том числе по признаку наличия регистрации по месту жительства; регулировать проблемы миграции, приводящие к различным формам этнической дискриминации представителей меньшинств и мигрантов. СМИ должны освещать события так, чтобы репортажи отражали, помимо прочего, точку зрения и мнение групп, которые являются или могут стать объектом национальной дискриминации и расизма. Эти и другие требования содержались в резолюции Всероссийской конференции НПО. Ключевую роль в борьбе с расизмом и расовой дискриминацией правозащитники отводят межправительственным организациям: ООН, ОБСЕ, Совету Европы.

## Определение ООН
В соответствии с Декларацией принципов толерантности (ЮНЕСКО, 1995 г.) толерантность определяется следующим образом:

Ценность и социальная норма гражданского общества, проявляющаяся в праве всех индивидов гражданского общества быть различными, обеспечении устойчивой гармонии между различными конфессиями, политическими, этническими и другими социальными группами, уважении к разнообразию различных мировых культур, цивилизаций и народов, готовности к пониманию и сотрудничеству с людьми, различающимися по внешности, языку, убеждениям, обычаям и верованиям.

Характеристика определения толерантности в Преамбуле Устава ООН звучит следующим образом: «Проявлять терпимость и жить вместе, в мире друг с другом, как добрые соседи». Здесь лексема получает не только действенную, социально активную окраску, но и рассматривается как условие успешной социализации (интеграции в систему общественных отношений), заключающееся в умении жить в гармонии, как с самим собой, так и с миром людей (микро- и макросредой).

## Толерантность и религии

### Буддизм
Будда указывал, что по отношению к другим религиям необходима веротерпимость. Исследователи М. С. Уланов, В. Н. Бадмаев считают, что это стало практически первым в истории провозглашением данного принципа. Также Будда призывал не навязывать собственное учение тем, кто ещё не достиг духовной зрелости и не пришёл к учителю самостоятельно. Будда считал, что каждый искатель имеет право на самостоятельный поиск духовности.
Среди индийских буддистов толерантность являлась «религиозным идеалом». Правитель Ашока, известный распространением буддизма, в своём указе заявлял: «Следует почитать чужую веру. Поступая так, [человек] способствует успеху своей веры и оказывает поддержку чужой. Поступая иначе, он подрывает корни своей веры и вредит чужой». В буддизме также существует терпимое отношение к раскольникам, что позволило создать большое количество школ буддизма. Подобная толерантность, как считает буддолог и профессор В. П. Андросов, «делает самую древнюю религию самой современной». Кроме того, как отмечает буддолог и профессор В. Г. Лысенко, последователь буддизма может быть также одновременно последователем синтоизма, даосизма и «любой другой религии». Далай-лама XIV отмечал, что христианам и иудеям желательно брать из буддизма только те медитативные и философские части учения, которые не противоречат их религиям, потому что отказ от иудаизма или христианства не является необходимым условием для практики буддизма. Критики оценивают этот феномен как «слабость» буддизма, в свою очередь учёные указывают, что именно такая толерантность привлекает в буддизм множество последователей, особенно на Западе.
Учёные, рассматривая буддийскую толерантность, часто имеют в виду то, что буддизм не приемлет насильственного распространения учения. Распространение буддизма в другую культуру происходит ненасильственно и постепенно. Насильственное же «навязывание» учения буддизм считает «преступлением и насилием над личностью».
Кандидат исторических наук и старший научный сотрудник ДНЦ РАН Г. И. Юсупова, рассматривая буддийскую школу дзэн, прогнозировала, что в будущем распространение этой школы в мире будет усиливаться в том числе по той причине, что учение школы содержит в себе «неиссякаемые возможности для развития толерантного сознания, терпимости, приятия человеком самого себя и окружающих».

## Критика понятия
И. о. секретаря по взаимоотношениям церкви и общества Отдела внешних церковных связей РПЦ священник Георгий Рябых указывает, что «заимствованный у Запада термин „толерантность“ имеет много значений, свои плюсы и минусы. Но не может не беспокоить, что зачастую под ним понимается нравственный нигилизм, индифферентность к различным порокам, религиозной истине, к тем ценностям, которые веками формировались в стране». Некоторые священники РПЦ выступали с инициативой бойкота уроков толерантности в Российских школах.
Также современная социологическая толерантность критикуется как форма манипулирования сознанием людей с целью заглушить, прикрыть губительные и чрезвычайно негативные для общества моменты. Например: сокращение коренного населения и его замещение дешёвой, иностранной низкоквалифицированной рабочей силой, без каких бы то ни было прав, социальных и юридических гарантий, в целях увеличения личностного капитала.
Термин «толерантность» был подвергнут критике и со стороны епископа Пермского и Соликамского Иринарха (Грезина). В свою очередь его открытое письмо было подвергнуто критике некоторыми журналистами.

Если мы не научимся пониманию того, что люди могут по-другому выглядеть и есть другую еду, по-другому устраивать свои семьи и реагировать на множество бытовых вещей, мы всё время будем находиться в состоянии самой ужасной войны, которая может быть, — войны у себя дома.

Иногда критики толерантности используют дерогатив «толераст» (или «толерастка») для имплицитного оскорбления сторонников идей толерантности, а саму толерантность называют «толерастией».